# Héctor Veira
Héctor Rodolfo « Bambino » Veira, né le 29 mai 1946 à Buenos Aires, est un joueur de football professionnel argentin, devenu entraîneur à la suite de sa carrière sportive.

## Biographie

### Carrière de joueur
Veira commence sa carrière professionnelle en 1963 à San Lorenzo. En 1964, il devient meilleur buteur de la Primera División Argentina à 18 ans. En 1967, Veira reçoit sa première sélection pour l'équipe d'Argentine de football et aide en 1968 San Lorenzo à remporter le championnat Metropolitano sans perdre un seul match (première équipe à remporter le titre professionnel en restant invaincue). En 1970, Veira rejoint Huracán, son club de cœur qu'il supportait étant enfant. Il rejoint ensuite la ligue mexicaine au Santos Laguna avant de retourner à San Lorenzo en 1973. Il évolue ensuite au Club Atlético Banfield, à Séville en Espagne, aux Corinthians au Brésil, à CSD Comunicaciones au Guatemala et à l'Universidad de Chile au Chili.

### Carrière d'entraîneur
Veira commence sa carrière d'entraîneur dans son ancien club de San Lorenzo en 1980, puis au Vélez Sarsfield avant de rejoindre River Plate en 1985. Veira remporte avec River le championnat 1985-1986. En 1986, il les fait gagner leur première Copa Libertadores et la Coupe intercontinentale un peu plus tard. En 1987, Veira rentre à San Lorenzo où il reste jusqu'en 1990, puis y retourne en 1992, les faisant remporter la Clausura 1995. En 1996, il prend les rênes du Boca Juniors, où il reste jusqu'en 1998 avant de devenir le sélectionneur de l'équipe de Bolivie. En 2000, il rentre au pays pour s'occuper du Club Atlético Lanús et, en 2002, prend la charge des Newell's Old Boys. Il quitte le club au bout d'un mois et retourne à San Lorenzo pour la 4e fois en 2004, ce qui en fait l'entraîneur s'étant occupé du club le plus longtemps de l'histoire du club (371 matchs).

### Vie privée
En 1987, Veira est accusé d'avoir molesté un jeune de 13 ans du centre de formation du River Plate, Sebastián Candelmo. Veira quitte alors son club mais ces accusations restent toujours d'actualité. En 1991, il est jugé coupable et condamné à six ans de prison. En 1992, il est libéré sous conditionnel et retourne entraîner San Lorenzo. Veira a toujours clamé son innocence, et a déclaré que le jeune homme fut influencé par sa mère de lancer de fausses accusations dans le but d'obtenir de l'argent.[réf. nécessaire]

## Palmarès

### Titres obtenus en tant que joueur
| Saison             | Équipe      | Titre                      |
| ------------------ | ----------- | -------------------------- |
| Metropolitano 1968 | San Lorenzo | Primera División Argentina |

### Titres obtenus en tant qu'entraîneur
| Saison        | Équipe                    | Titre                      |
| ------------- | ------------------------- | -------------------------- |
| 1985-1986     | Club Atlético River Plate | Primera División Argentina |
| 1986          | Club Atlético River Plate | Copa Libertadores          |
| 1986          | Club Atlético River Plate | Coupe intercontinentale    |
| 1995 Clausura | San Lorenzo               | Primera División Argentina |